# Чун, Мэгги
Мэгги Чун (англ. Maggie Cheung, иер. трад. 張曼玉, кант.-рус.: Чён Маньюк, палл.: Чжан Маньюй, род. 20 сентября 1964, Гонконг) — гонконгская актриса.
Её творческий союз с Вонгом Карваем начался с самого первого его фильма, до работы с ним она снялась в «Полицейской истории» Джеки Чана. Работает как в поточном кинематографе Китая, так и в гонконгском мейнстриме.

## Биография
Мэгги Чун родилась 20 сентября 1964 года в Гонконге, хотя её семья родом из Шанхая. Один год училась в гимназии для девочек St. Paul Convent School, а затем с семьей уехала в Великобританию. В 18 лет, во время отпуска, Мэгги приехала в Гонконг и там осталась. Стала работать моделью и консультантом в салоне красоты. Через год заняла второе место в конкурсе красоты Мисс Гонконг и выиграла второстепенный приз «Мисс фотогеничность». В том же году участвовала в конкурсе Мисс мира, но выбыла из борьбы в полуфинале (в этом же конкурсе участвовала и Мишель Йео — но от Малайзии, и не добралась даже до полуфинала).
С 1984 года начала сниматься в фильмах. Её кинодебют состоялся в романтической комедии «Прекрасный принц», написанной и поставленной Вонгом Джингом для Shaw Bros. Два следующих фильма Мэгги также были сняты для этой студии — «За жёлтой линией» и «Девушка в бриллиантовой туфельке». Однако в 1985 году Shaw Bros закрыла своё киноподразделение, переключившись полностью на телеканал TVB, и Мэгги перешла на Golden Harvest.
За 1985—1986 годы снялась в паре заметных фильмов — с Джеки Чаном в «Полицейской истории», с Чоу Юньфатом в «Седьмом проклятии» и «Розе», а также третьей части популярного сериала «Счастливый призрак». После этого предложения новых ролей посыпались на Мэгги. В 1987 году вышли семь фильмов с ей участием (в том числе «Проект А: Часть 2»), в 1988 — одиннадцать фильмов (самый заметный — «Полицейская история 2»).
Сама Мэгги считает 1988 год годом своего рождения как актрисы. Причина тому — драма «Пока не высохнут слёзы», которой ярко дебютировал в режиссуре Вонг Карвай. С тех пор Мэгги всё реже соглашалась на несерьезные роли и ещё не раз снялась у Карвая и режиссёров артхаусных фильмов Гонконга и Китая — у Стэнли Квана в «Полнолунии в Нью-Йорке» и «Главной сцене», у Энн Хёй в «Песне изгнанников», у Клары Лау в «Прощании с Китаем». При всём этом Мэгги активно снималась в комедиях, мелодрамах и боевиках. В 1990 году на 9-я Гонконгской кинопремии Мэгги завоевала свою первую награду в номинации «Лучшая женская роль» за работу в фильме «Подозрительная история».
В 1993 году Мэгги снялась в двенадцати фильмах (её рекорд), но в 1994-м появилось всего лишь две картины с её участием («Прах времён» Вонга Карвая и артхаусная драма «In Between» Йонфана, Сильвии Чанг и Самсона Чиу), а в 1995 — ни одной. Частично этот перерыв был связан с избыточным вниманием гонконгской прессы к ней — вниманием, граничащим с травлей. Дошло до того, что одно издание опубликовало её любовные письма.
Мэгги начала сниматься у французских режиссёров: сперва у Энн Фонтейн в картине «Августин», затем у Оливье Ассаяса в фильме «Ирма Веп», где она сыграла саму себя. В родном Гонконге Мэгги в 1996 году снялась только в одном фильме — романтической драме студии UFO «Товарищи: Почти история любви».
После съемок «Ирмы Веп» между Мэгги и Оливье завязался роман и в 1998 году они поженились. Все это время Мэгги чередовала съемки на родине с участием в международных проектах. Её авторитет на международной арене быстро рос — в 1997 году Мэгги попала в жюри Берлинского Кинофестиваля, в 1999-м — Венецианского. Много времени заняли съёмки фильма «Любовное настроение» Вонга Карвая, который то начинал его, то делал перерыв, то перечёркивал все написанное и запускал проект сначала.
Личная жизнь актрисы тем временем дала трещину — брак с Ассаясом официально завершился в 2001 году, хотя бывшие супруги сохранили хорошие отношения. Впоследствии Мэгги ещё раз снялась у Оливье — в драме «Чиста», в которой сыграла бывшую наркоманку. Тем не менее, в нулевых активность Мэгги в кино снизилась ещё больше — за период с 2001 по 2004 год она снялась всего в трех фильмах, а затем и вовсе ушла из кино. Однако в 2009 году состоялось её возвращение — в гонконгской картине «Горячие летние деньки», главные роли в которой исполнили Николас Се, Дэниел Ву, Вивиан Сю и Барби Сюй. Возвращение на экран могло состояться и раньше — в 2009 году её вытащил из «творческого отпуска» Квентин Тарантино, пригласивший её на одну из ролей в свой новый проект «Бесславные ублюдки», однако всю роль Мэгги в итоге вырезали при монтаже.
В 2007 году на 10-м Шанхайском международном кинофестивале Мэгги Чун была удостоена награды «За выдающийся вклад в китайский кинематограф».

## Избранная фильмография
| Год  | Фильм                                   | Оригинальное название | Роль                            |
| ---- | --------------------------------------- | --------------------- | ------------------------------- |
| 1985 | Современная Золушка                     | 摩登仙履奇緣          |                                 |
| 1985 | Полицейская история                     | 警察故事              | Мэй                             |
| 1985 | В напитке бомба!                        | 聖誕奇遇結良緣        | Кэт                             |
| 1986 | Счастливый призрак 3                    | 開心鬼撞鬼            | Тсу Пэн-Хэн                     |
| 1986 | Седьмое проклятие                       | 原振俠與衛斯理        | Тсай-Хунг                       |
| 1987 | Проект А: Часть 2                       | 計劃續集              | Езан                            |
| 1988 | Пока не высохнут слёзы                  | 旺角卡門              | Нго                             |
| 1988 | Полицейская история 2                   | 警察故事續集          | Мэй                             |
| 1988 | Последний роман                         | 流金歲月              | Нэнси Ченг                      |
| 1989 | Подозрительная история                  | 不脫襪的人            | Хуан                            |
| 1990 | Полнолуние в Нью-Йорке                  | 人在紐約              | Ли Фунг-Яу                      |
| 1990 | Дракон из России                        | 紅場飛龍              | Мэй                             |
| 1990 | Прощай, Китай                           | 愛在別鄉的季節        | Ли Хунг                         |
| 1990 | Красная пыль                            | 滾滾紅塵              | Юэ-Фэн                          |
| 1991 | Дикие дни                               | 阿飛正傳              | Су Ли-Жень                      |
| 1991 | Авансцена                               | 阮玲玉                | Жуань Линъюй                    |
| 1991 | Алан и Эрик: Между «привет» и «пока»    | 雙城故事              | Оливия                          |
| 1992 | Семейное счастье                        | 家有囍事              | Холли-Юк                        |
| 1992 | Воины Луны                              | 戰神傳說              | Сянь                            |
| 1992 | Близнецы-драконы                        | 雙龍會                | Барбара                         |
| 1992 | Полицейская история 3: Суперполицейский | 警察故事3: 超級警察   | Мэй                             |
| 1993 | Босоногий                               | 赤腳小子              | Хозяйка                         |
| 1993 | Героическое трио                        | 東方三俠              | Чань Чхат, Охотница за головами |
| 1993 | Зелёная змея                            | 青蛇                  | Зелёная змея                    |
| 1993 | Герои, стреляющие по орлам              | 射鵰英雄傳之東成西就  | Императорский Мастер            |
| 1993 | С парнями просто                        | 追男仔                | Вьетнамская Роза                |
| 1993 | Героическое трио 2: Палачи              | 現代豪俠傳            | Чань Чхат, Охотница за головами |
| 1993 | Безумный монах                          | 濟公                  |                                 |
| 1994 | Прах времён                             | 東邪西毒              | Женщина                         |
| 1996 | Сладкая как мёд                         | 甜蜜蜜                | Цяо Ли                          |
| 1996 | Ирма Веп                                | Irma Vep              | Мэгги                           |
| 1997 | Сёстры Сун                              | 宋家皇朝              | Сун Цинлин                      |
| 1998 | Китайская шкатулка                      | 中國匣                | Джин                            |
| 2000 | Любовное настроение                     | 花樣年華              | Миссис Чан                      |
| 2002 | Герой                                   | 英雄                  | Летящий снег                    |
| 2004 | 2046                                    | 2046                  | Су Ли-Жень                      |
| 2004 | Очищение                                | 錯過又如何            | Эмили Вонг                      |